# Xenomaches incommodus
Xenomaches incommodus är en insektsart som först beskrevs av Butler 1876.  Xenomaches incommodus ingår i släktet Xenomaches och familjen Phasmatidae. Inga underarter finns listade i Catalogue of Life.